# 唐洲雁
唐洲雁（1962年11月—），男，漢族，安徽宿松人，南開大學哲學學士、碩士，復旦大學歷史學博士，湘潭大學特聘教授。中國共產黨黨員。

## 生平
長年從事研究毛澤東思想，並參與毛澤東相關著作的編輯和研究，曾任中共中央文獻研究室第一編研部主任。2012年9月，任山東社會科學院院長。2015年6月，改任山東社會科學院黨委書記。2018年1月，獲選為山东省政协副主席。2020年6月，接任山東師範大學黨委書記。2022年9月，卸任山东师范大学党委书记职务。2023年1月，卸任山东省政协副主席职务。